# 孙文魁
孙文魁（1962年6月—），男，汉族，天津市人，中华人民共和国政治人物，1983年12月加入中国共产党，1985年7月参加工作，中央党校研究生学历。现任天津市政协党组副书记、副主席。